# Traian Negrescu
Traian Negrescu (n. 3 ianuarie 1900, Craiova – d. 24 decembrie 1960, București) a fost un inginer, membru titular (din 1955) al Academiei Române.

## Distincții
- Ordinul Muncii clasa a III-a (14 septembrie 1953)[2]